# Kassándra (dème)
Pour les articles homonymes, voir Kassandra.
Kassándra (en grec moderne : Κασσάνδρα) est un dème situé dans la périphérie de Macédoine-Centrale en Grèce. Le dème actuel est issu de la fusion en 2011 entre les dèmes de Kassándra et de Pallíni, devenus des districts municipaux.
Elle tire son nom de la péninsule de Cassandra.